# Ленчевский, Владислав
Владислав (Вячеслав) Ленчевский (16 сентября 1874 — 8 ноября 1942, Варшава) — российский и польский актёр, кинорежиссёр и сценарист.

## Биография
Ленчевский стал работать в кинематографе в 1915 году на фабрике Ханжонкова. Одним из первых фильмов была драма из жизни актёров «Неврастеники». Остальными фильмами были незамысловатые фарсы в большинстве случаев с участием Антоши Фертнера, в одном из которых («Маленький ресторанчик») снялась Вера Каралли.
В 1916 году продуктивность режиссёра резко возросла, но тематика не изменилась. По-прежнему большинство фильмов составляли фарсы среднего уровня, среди которых выделяется «Весёлая кадриль». До наших дней сохранился фильм «Да здравствуют мыши». Наиболее известный фильм Ленчевского — экранизация одноимённого романа Пшибышевского «Бездна» (1916). Также снял любовные психологические фильмы «В хороводе жизни», «Смертью раскрытая тайна» и драму «Ужасное испытание».
В 1917 году Ленчевский перестал снимать комедии и сосредоточился на "разоблачительных" (появившихся после Февральской революции) фильмах, авантюрно-приключенческих и салонных драмах. Из фильмов 1917 года до наших дней сохранились фильмы «Рокамболь» (1 часть) и «Мемуары графини Марии Тарновской» (фрагмент).

## Фильмография

### Режиссёрские работы
| Год  | Название фильма                         | Метраж               | Жанр                | Сюжет |
| ---- | --------------------------------------- | -------------------- | ------------------- | --- |
| 1915 | Женщины, будьте изящны                  | 1 часть, 298 метров  | Комедия             | Писателю приснился страшный сон. |
| 1915 | Ловелас                                 | 1 часть, 381 метр    | Комедия             | О неудачливом волоките. |
| 1915 | Маленький ресторанчик                   | 3 части              | Комедия             | |
| 1915 | Медовый месяц                           | 3 части, 995 метров  | Комедия             | О ревнивой жене. |
| 1915 | Неврастеники                            | 3 части, 1100 метров | Драма               | Из жизни актёров. |
| 1915 | Остался с носом, но без зуба            | 1 часть, 292 метра   | Комедия             | |
| 1915 | Поборницы равноправия                   | 1 часть, 390 метров  | Комедия             | О суффражистском движении. |
| 1915 | Студент и незнакомка                    | 2 части, 607 метров  | Комедия             | |
| 1915 | Фертнер и психопатка                    |                      | Комедия             | |
| 1916 | Бездна                                  | 5 частей             | Драма               | Роберт Скальский влюблён в Луизу и просит выйти за него замуж. Ранее любовницей Роберта была тётя Луизы. Роберт женится на Луизе, и они уезжают в Париж, но Роберт вскоре бросает Луизу. Девушка кончает жизнь самоубийством. |
| 1916 | В хороводе жизни                        | 4 части              | Драма               | |
| 1916 | Весёлая кадриль                         | 3 части, 878 метров  | Комедия             | История о том, как жили два женатых приятеля, и как в один прекрасный день каждый из них попытался флиртовать с женой товарища, и что из этого вышло. |
| 1916 | Да здравствуют... мыши!                 | 2 части              | Комедия             | Мыши не дают заснуть хозяйке дома. Случайно выглянув в окно, она замечает, что во двор проник какой-то человек. Встревоженная этим, она будит мужа и посылает его вниз. Затем спускается и сама. По недоразумению жена попадает на минуту в объятия пожарника, пришедшего к своей подруге-кухарке, а муж крепко целует кухарку. После всех этих происшествий успокоившиеся супруги возвращаются в спальню и, расцеловавшись, засыпают. |
| 1916 | Дачная аптека                           |                      | Комедия             | |
| 1916 | Жена банкира                            | 1 часть, 345 метров  | Комедия             | |
| 1916 | Красивые ножки                          | 1 часть, 397 метров  | Комедия             | |
| 1916 | Красная девица                          | 3 части, 773 метра   | Комедия             | Жених, прикинувшийся тихоней, оказывается достойным партнером своей бойкой невесты. |
| 1916 | Месть убитого                           | 2 части, 650 метров  | Драма               | |
| 1916 | Муж, шансонетка, жена и банкир          | 2 части, 695 метров  | Комедия             | |
| 1916 | Мужественная девушка, женственный юноша | 3 части              | Комедия             | |
| 1916 | Наказанная                              | 1 часть, 375 метров  | Комедия             | |
| 1916 | Неожиданный результат                   | 1 часть, 365 метров  | Комедия             | |
| 1916 | Он и она                                | 1 часть, 350 метров  | Комедия             | |
| 1916 | Смертью раскрытая тайна                 | 3 части, 763 метра   | Драма               | |
| 1916 | Спиритический сеанс                     | 1 часть, 365 метров  | Комедия             | Об увлечении спиритизмом. |
| 1916 | Театрал                                 |                      | Комедия             | |
| 1916 | Трижды муж                              |                      | Комедия             | |
| 1916 | Ужасное испытание                       | 3 части              | Драма               | Ученый, открывший способ оживления умерших, гибнет во время первого испытания его метода — при оживлении его утонувшей невесты. |
| 1916 | Что посеешь, то и пожнёшь               | 2 части              | Комедия             | |
| 1916 | Шутка                                   | 1 часть, 325 метров  | Комедия             | |
| 1916 | Щекотливое положение                    | 1 часть, 282 метра   | Комедия             | |
| 1917 | Антоша-спекулянт                        | 3 части              | Комедия             | |
| 1917 | Борцы за свободу                        | 4 части              | Революционная драма | |
| 1917 | В борьбе обретёшь ты право своё         | 4 части              | Революционная драма | |
| 1917 | Вера Казакова                           | 4 части              | Драма               | |
| 1917 | Мемуары графини Марии Тарновской        | 10 частей            | Драма               | |
| 1917 | Мученик за свободу                      | 4 части              | Революционная драма | |
| 1917 | Примадонна                              | 5 частей             | Салонная драма      | |
| 1917 | Процесс графа Роникера                  | 4 части              | Уголовная драма     | |
| 1917 | Рокамболь                               | 11 частей            | Приключения         | |
| 1917 | Шакалы власти                           | 5 частей             | Приключения         | Немецкие шпионы пытаются выкрасть морское изобретение накануне русско-германской войны. |